# Joan Molins Amat
Joan Molins Amat (1942) és un empresari català, president de Cementos Molins des de 2017.

## Biografia
Amb setze anys va anar a viure a Madrid, on va estudiar enginyeria de camins (IESE) i on va treballar al sector de la construcció.
Durant la dècada de 1960 va tornar a Catalunya, i va ser un dels impulsors de l'Institut d'Empresa Familiar (IEF). El 1971 es va incorporar a l'equip gestor de Cementos Molins.
Posteriorment, va formar part del consell delegat de l'empresa familiar, entre 1986 i 2015. El 2017, en morir Casimiro Molins, va esdevenir el president de l'empresa familiar. El 2022 va començar a treballar per tal que el grup Cementos Molins torni a tenir la seu a Barcelona.
Més enllà de Cementos Molins, ha sigut un dels promotors d'Hispacement, vocal del Port de Barcelona (1979-1998), membre del Comitè Executiu de la Cambra de Barcelona (1991-2006), President del Cercle d’Economia (1992-1995), conseller de Repsol YPF (1994-2006) i de Saica (2006-2011). Des de 2016 és president de l'Institut Cerdà.
És germà de l'advocat Pau Molins i del polític Joaquim Molins Amat, i pare d'Oriol Molins, empresari que ha sigut president d'Units per Avançar.